# Москва 2005
«Москва 2005» — второй концертный альбом российской хеви-метал-группы «Кипелов», который вышел на лейбле CD-Maximum 9 ноября 2006 года.

## Об альбоме
В данный альбом вошли записи с концерта группы в ДС «Лужники» 28 мая 2005 года с участием гитариста Rage Виктора Смольского. На диске также представлены видеоклипы на песни «Я здесь!», «Я свободен!» и «Вавилон».
На подарочном издании представлен диск с фильмом о процессе съёмок клипа «Я здесь!» и другие бонус-материалы.
Запись с этого концерта была выпущена как на CD, так и на DVD.

## Список композиций
Все тексты написаны Маргаритой Пушкиной, если не указано другое, вся музыка написана Валерием Кипеловым, если не указано другое.
| №   | Название         | Текст песни      | Музыка                    | Длительность |
| --- | ---------------- | ---------------- | ------------------------- | ------------ |
| 1.  | «На распутье»    |                  | Андрей Голованов          | 5:09         |
| 2.  | «Дыханье тьмы»   | Пушкина, Кипелов |                           | 5:28         |
| 3.  | «Вавилон»        | Пушкина, Кипелов |                           | 6:04         |
| 4.  | «Наважденье»     |                  | Алексей Харьков           | 5:53         |
| 5.  | «Я свободен»     | Пушкина, Кипелов |                           | 7:18         |
| 6.  | «Путь в никуда»  | Пушкина, Кипелов |                           | 5:47         |
| 7.  | «Смутное время»  |                  |                           | 6:41         |
| 8.  | «Я здесь»        | Пушкина, Кипелов |                           | 5:45         |
| 9.  | «Пророк»         |                  | Сергей Маврин             | 5:43         |
| 10. | «Грязь»          |                  | Сергей Терентьев, Кипелов | 4:40         |
| 11. | «Следуй за мной» |                  |                           | 4:43         |
| 12. | «Путь наверх»    |                  |                           | 8:26         |

## Участники записи

### Основной состав
- Валерий Кипелов — вокал
- Андрей Голованов — ритм-гитара
- Алексей Харьков — бас-гитара
- Александр Манякин — ударные

### Приглашённые участники
- Виктор Смольский — соло-гитара